# Wilhelm Lauser
Wilhelm Lauser, född 15 juni 1836 i Stuttgart, död 11 november 1902 i Charlottenburg, var en tysk publicist.
Lauser var på 1860-talet korrespondent till tyska tidningar från Paris och Madrid. Han medföljde 1870 tyska armén som krigskorrespondent, iakttog 1871 på ort och ställe Pariskommunen och var 1871-92 huvudredaktör för "Neues Wiener Tagblatt". Han utgav 1893-96 i Stuttgart tidskriften "Über Land und Meer" och var 1896-1902 huvudredaktör för den officiösa Berlintidningen "Norddeutsche Allgemeine Zeitung", i vilken han försvarade kejsar Vilhelm II:s "världspolitik".